# Appias perlucens
Appias perlucens is een vlindersoort uit de familie van de Pieridae (witjes), onderfamilie Pierinae.
Appias perlucens werd in 1898 beschreven door Butler.